# Ярослав Вертіг
Ярослав Вертіг (нар. 1969, Хеб) — чеський інженер-архітектор.

## Біографія
У 1997 році закінчив Архітектурний факультет Чеського технічного університету, майстерня проф. Ладіслава Лабуса. Член ради керівників Чеського архітектурного фонду, редакційної ради журналу ARCHITEKT, редактор щорічника Česká architektura (2002-2003), співпрацює із архітектурним бюро А69, яке у 1994 році заснував разом з Борисом Редченковим та Прокопом Томашкем.
Ярослав також читає лекції в Празькому інституті архітектури (ARCHIP) та дописує на архітектурні теми до різноманітних чеських та світових видань.
Ярослав Вертіг має низку публікацій та постійно читає лекції (Белград, 2007; Польща, 2007, Бухарестське бієнале, 2008; виставка та лекції в Берліні, 2008; Bauhaus University у Веймарі, 2009 та ін.)